# Una volta c'era un re
Una volta c'era un re è la cavatina (atto I) della protagonista nella Cenerentola di Gioachino Rossini, su libretto di Jacopo Ferretti. Si tratta di una breve canzone in re minore, di sole 20 battute, con accompagnamento in tempo di barcarola. Nonostante la semplice mestizia della melodia iniziale, in tono con la situazione e il carattere umile del personaggio, la ripresa («Sprezza il fasto e la beltà») ospita alcune variazioni nello stile fiorito, tipico di Rossini.
Il primo contralto a cantarla è stata Geltrude Righetti Giorgi. 
Altri grandi contralti a cantarla sono stati Conchita Supervia, Fedora Barbieri, Giulietta Simionato, Teresa Berganza, Cecilia Bartoli, Jennifer Larmore, Sonia Ganassi, Elīna Garanča e Joyce DiDonato.

## Nell'opera
La Cenerentola rossiniana si apre nella decadente dimora di Don Magnifico. Clorinda e Tisbe, le due sorellastre di Cenerentola, non fanno altro che pavoneggiarsi davanti alla specchio, mentre Cenerentola è al camino a mescolare il caffè. Per farsi compagnia, canta questa canzone "in tono flemmatico". Le due sorellastre, ovviamente, non la sopportano e cercano di zittirla, ma Cenerentola continua. Quando le due fanno per percuoterla, vengono fermate dall'arrivo provvidenziale di Alidoro, sotto vesti di mendicante. Cenerentola la canta una seconda volta, quando, tornata a casa dopo il ballo al palazzo del principe, ricorda la serata ed ammira il braccialetto, attendendo l'arrivo del principe Ramiro, che ha il braccialetto gemello.

## I versi
Che a star solo, 

che a star solo s'annoiò 

Cerca, cerca ritrovò! 

Ma il volean sposare in tre. 

Cosa fa? 

Sprezza il fasto e la beltà, 

E alla fin scelse per sé 

L'innocenza e la bontà. 

Là là là, 

Lì lì lì, 

Là là là.»

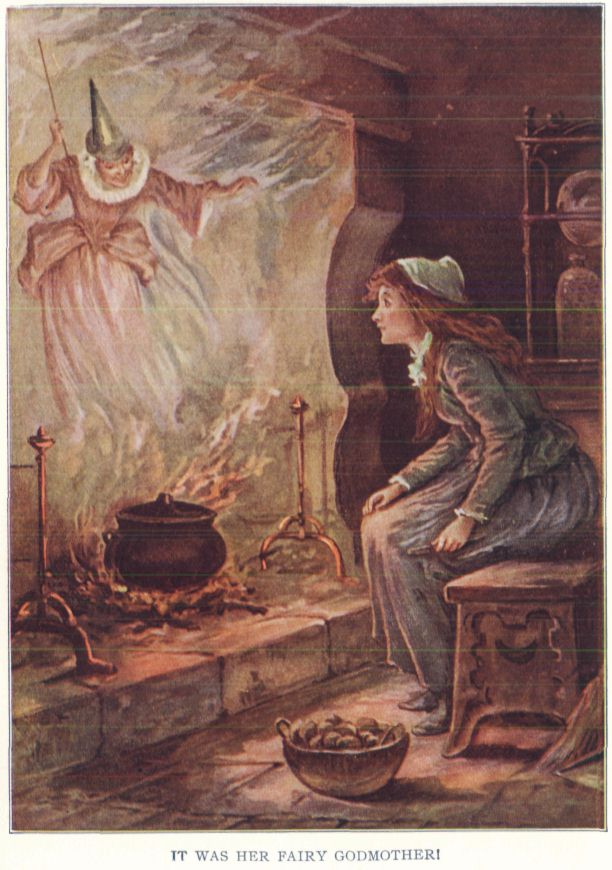
Illustrazione di Oliver Herford per la Cenerentola di Perrault

Il testo della canzone è interamente costituito da versi tronchi: ottonari e quadrisillabi.

## La fiaba e l'opera
La canzone non è altro che la fiaba di Cenerentola cantata. Ecco il testo in prosa:
Cenerentola è una sorta di bocca della verità. Tutto quello che canta avverrà nell'opera, ma lei non lo sa. Per far sì che il principe Ramiro scelga per se l'innocenza e la bontà, il suo precettore fa sì che il principe scambi il suo ruolo con quello del servo Dandini, così da osservare in incognito le tre ragazze. Mentre le altre due lo cacciano sdegnate, Cenerentola è l'unica gentile con lui: la sua bontà la premierà.

## Adattamenti
La musica della canzone di Cenerentola fu adattata per una chanson francese intitolata Légende de Marguerite, su versi di N. Cimbal.
L'aria viene usata come tema principale e semi-riscritta per la canzone di Geppetto nel film di Pinocchio del 2012.